# Catió
Catió  este un oraș  în  Guineea-Bissau. Este reședinta  regiunii Tombali.